# The General (forsikring)
The General Automobile Insurance Services, Inc.  (eller blot The General) er et forsikringsagentur, der indgår som datterselskab i PGC Holdings Corp. (PGC), der fokuserer på bilforsikring.  Gennem datterselskaber har PGC solgt bilforsikring i en række af USA's delstater siden 1963.
I 2012 blev gruppen købt af American Family Insurance (også kaldet AmFam), der viderefører brandet "The General" som et selvstændigt brand.
The General har i USA specialiseret sig i bilforsikring til bilejere, der generelt anses som havende en høj risiko og derfor normalt betaler højere præmier.
The General anvender i markedsføringen en maskot i form af en General med et stort hvidt overskæg. Maskotten er venner med en pingvin, der følger ham.

## Eksterne links
- Generals hjemmeside Arkiveret 10. november 2014 hos  Wayback Machine

| Firma | Spire Denne artikel om et firma eller en virksomhed i USA er en spire som bør udbygges. Du er velkommen til at hjælpe Wikipedia ved at udvide den. |